# Boca Grande (zaljev)
Boca Grande (prevedeno sa španjolskog: Velika usta) je zaljev u Delti Orinoca, zapravo ušće najvećeg rukavca u delti - Rio Grande.

## Zemljopisne karakteristike
Boca Grande se nalazi na krajnjem jugoistoku te velike delte u Venezueli na obali Atlantika, pored granice s Gvajanom. Na istok se proteže sve do Rta Barima (Punta Barima) gdje se nalazi svjetionik.
Boca Grande je glavni plovni put prema Orinocu preko rukavca Rio Grande. Ona se prema unutrašnjosti račva u brojne kanale, od kojih su dva veća kojima je moguće ploviti. Zaljev je prepun niskih pješčanih naplavina,  i zbog tog opasan za plovidbu, zbog mogućeg nasukavanja. Boca Grande je plitka s dnom pokrivenim mekim sivim blatom.
Sezonski porast voda Orinoca i njegovih pritoka počinje odmah nakon proljetnog ekvinocija, i dostiže svoj maksimum u srpnju i kolovozu. Najniža razina voda je od sredine studenog do travnja.

## Vanjske poveznice
- Sailing directions na portalu National geospatial-intelligence agency (engl.)
- Costa de Venezuela/ carta batimétrica Boca Grande na portalu Costa de Venezuela (detaljna karta Boca Grande)  Arhivirana inačica izvorne stranice od 1. listopada 2012. (Wayback Machine) (šp.)
- Costa de Venezuela/carta de navegación Boca Grande na portalu Costa de Venezuela (karta Boca Grande)  Arhivirana inačica izvorne stranice od 2. listopada 2012. (Wayback Machine) (šp.)